# Seber Altube
Seber Altube Lertxundi, Severo Altube ou Sebero Altube né le 8 novembre 1879 à Arrasate et mort le 27 août 1963 à Guernica est un écrivain, philologue, musicien et académicien basque espagnol de langue basque et espagnole.

## Biographie
Les prénoms des parents de Seber Altube sont Juan Alejandro et Maria Clara. Il a trois frères: Benigno, Jesusa et Hilario Mercedes. Son enfance est douloureuse car son père est une personne très difficile. Sa mère morte, son père se remarie une seconde fois, puis une troisième. De ses mariages, vont naitre deux autres frères.
Seber Altube fait ses études primaires à Arrasate, avec le Zaharra Maisu ou le "Vieux Maître" Juan José Rodriguez. Il étudie entre autres le solfège de l'organiste Victoriano Balerdi. Mais Seber Altube, en plus d'être un bon musicien, se fait surtout remarquer dans le domaine de la linguistique. C'est en fait un linguiste talentueux, capable d'approfondir des sujets. Il étudiera en particulier l'euskara. N'ayant jamais étudié auparavant dans une université, il n'y a aucun doute que c'est sa passion pour la linguistique qui lui a permis de développer ce champ à un niveau de qualité très élevé. 
Seber Altube est également un entrepreneur à Guernica. Alors d'où vient son désir d'apprendre? Cet érudit réalisa très tôt que la clé de la liberté de la pensée pouvait passer à travers l'étude, et c'est ce qu'il essaya de faire toute sa vie. Ceux qui le connaissent, disent que c'est un « sage, avec aucun soupçon d'arrogance. »
Avec son frère Benigno et Cristobal Bedia, Seber Altube forme à Arrasate, l'un des plus populaires groupes de dulzaina en Euskal Herria. Le 11 avril 1918, il épouse Gregoria Gangoiti et n'ayant pas eu d'enfant, il accueille dans sa famille Elixabete, la fille de son frère Benigno.
En 1931, Seber Altube devient maire de Guernica. N'étant pas un politicien chevronné, il laissera un bon souvenir à ses concitoyens pour les cinq années passées à la mairie. Le 29 septembre 1936, durant la guerre civile espagnole, il s'exile d'abord en Argentine, où il est accueilli par des parents de sa femme, puis à Pau. Il y vit pendant vingt ans et durant cette période, il y développera ses œuvres les plus importantes dans le domaine de la linguistique et de la philosophie.
En 1958, Seber et Gregorio sont de retour d'exil. Seber Altube est alors un vieil homme et sa santé est fragile. Gregoria, sa femme, meurt en 1961, et Seber vit désormais dans la solitude et la douleur. Il meurt deux ans plus tard, le 27 août 1963. Lors des funérailles, son cercueil sera recouvert de l'ikurriña, avec une poignée de terre près de l'arbre de Guernica. 